# Geestenseth
Geestenseth ist eine Ortschaft in der Einheitsgemeinde Schiffdorf im niedersächsischen Landkreis Cuxhaven.

## Geografie

### Lage
Der Ort liegt an den Landesstraßen 128 und 143. Geestenseth verfügt außerdem über den Bahnhof Geestenseth an der Bahnstrecke Bremerhaven–Buxtehude.

### Nachbarorte
|                                      |                                             | Köhlen (Stadt Geestland)                |
| Wehdel – Ortsteil Altluneberg Wehdel | Kompassrose, die auf Nachbargemeinden zeigt |                                         |
|                                      | Wollingst (Einheitsgemeinde Beverstedt)     | Frelsdorf (Einheitsgemeinde Beverstedt) |

(Quelle:)

## Geschichte

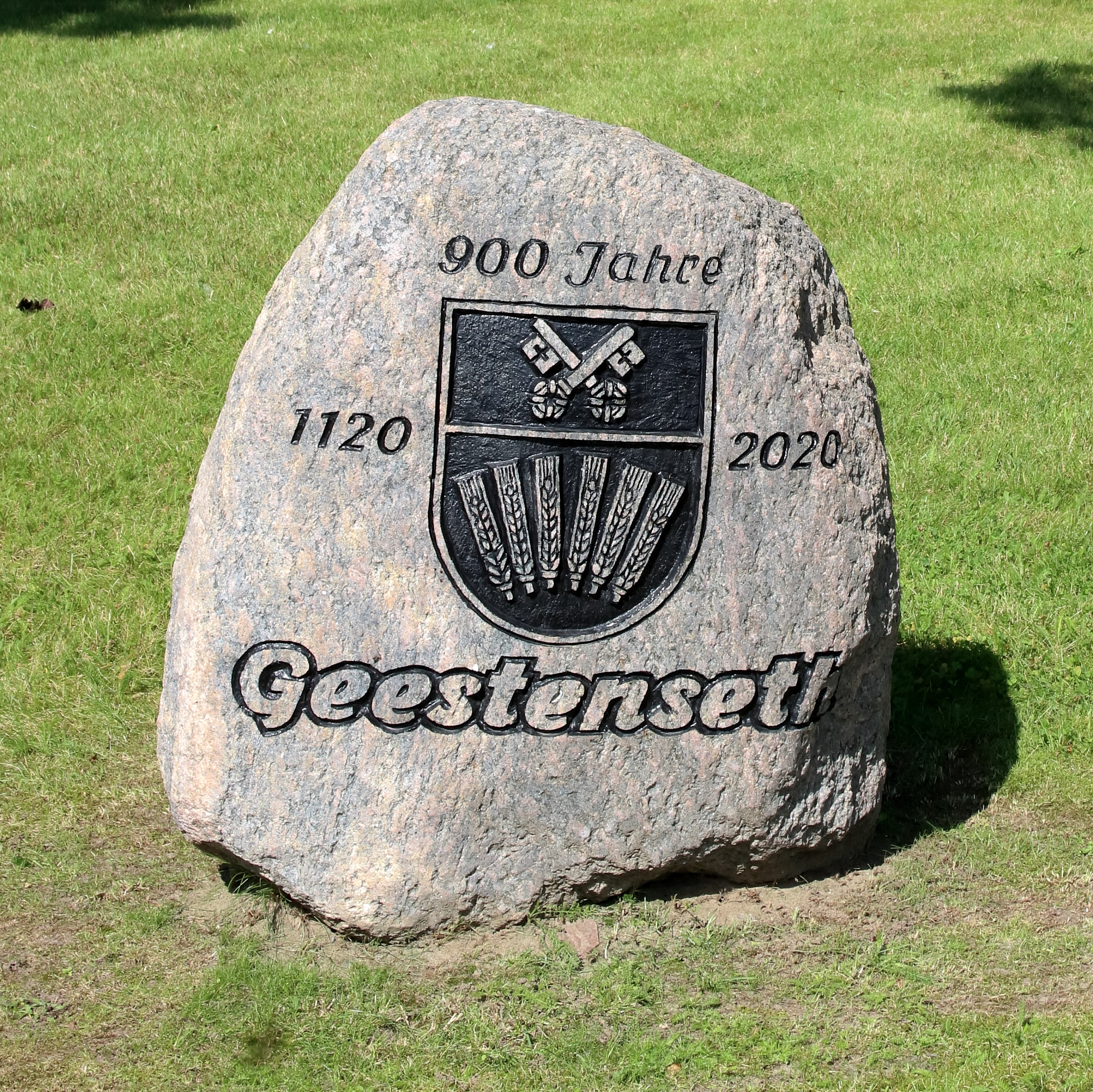
Erinnerungsstein 900 Jahre Geestenseth

Das Jahr 1120 gilt als Gründungsjahr von Geestenseth. Die 900-Jahr-Feier fiel 2020 der COVID-19-Pandemie zum Opfer. Sie wurde im Juni 2023 nachgeholt. Ein im Ort aufgestellter Stein erinnert an das 900-jährige Bestehen.
Geestenseth gehörte zur ev-luth. Kirchengemeinde Altluneberg. Um 1500 waren sie noch im Kirchspiel Beverstedt eingepfarrt. Der Ort gehörte zudem um 1768 zum Bezirk des Adeligen Gerichtes Beverstedt. Während der kurzen Franzosenzeit um 1810 war Geestenseth ein Teil der Kommune Ringstedt im Kanton Beverstedt. Weitere Zugehörigkeiten bestanden von 1851 bis 1859 zum Amt Beverstedt, von 1885 bis 1932 zum Kreis Geestemünde sowie ab 1932 zum Landkreis Wesermünde (1977 aufgegangen in den Landkreis Cuxhaven). Das Dorf wurde 1840 eine Landgemeinde und 1876 eine Gemarkung. Ursprünglich war geplant, dass die Gemeinde auch nach der Gebietsreform 1974 als Mitgliedsgemeinde selbständig bleiben sollte. Dafür hätte man gemeinsam mit Wehdel, Köhlen, Frelsdorf und Wollingst eine neue Samtgemeinde bilden müssen, was aber wegen des mangelnden örtlichen Interesses nicht passierte.

### Eingemeindungen
Im Zuge der Gebietsreform in Niedersachsen vom 1. März 1974 wurde Geestenseth in die Einheitsgemeinde Schiffdorf eingegliedert.

### Einwohnerentwicklung
| Jahr | Einwohner | Quelle |
| ---- | --------- | ------ |
| 1910 | 369       | [ 6 ]  |
| 1925 | 430       | [ 7 ]  |
| 1933 | 452       | [ 7 ]  |
| 1939 | 508       | [ 7 ]  |
| 1950 | 953       | [ 8 ]  |
| 1956 | 830       | [ 8 ]  |
| 1961 | 814       | [ 9 ]  |

| Jahr | Einwohner | Quelle |
| ---- | --------- | ------ |
| 1970 | 977       | [ 9 ]  |
| 1973 | 964       | [ 1 ]  |
| 2007 | 10090     | [ 10 ] |
| 2014 | 964       | [ 11 ] |
| 2017 | 10030     | [ 12 ] |
| 2020 | 956       | [ 13 ] |
| 2022 | 981       | [ 2 ]  |

|  |

## Politik

### Ortsrat
Der Ortsrat von Geestenseth setzt sich aus sieben Ratsmitgliedern folgender Parteien zusammen:
- CDU: 4 Sitze
- Gruppe Freie Bürger: 2 Sitze
- SPD: 1 Sitz

(Stand: Kommunalwahl 12. September 2021)

### Ortsbürgermeister
Der Ortsbürgermeister von Geestenseth ist Oliver Härtl (CDU). Seine Stellvertreter sind Johannes Freitag (Gruppe Freie Bürger) und Jörg Rohde (Gruppe Freie Bürger).

### Wappen
Der Entwurf des Kommunalwappens von Geestenseth stammt von dem Heraldiker und Wappenmaler Albert de Badrihaye, der zahlreiche Wappen im Landkreis Cuxhaven erschaffen hat.
| Wappen von Geestenseth | Blasonierung: „Unter silbernem, mit zwei blauen gekreuzten Schlüsseln belegtem Schildhaupt in Blau sechs goldene fächerförmig aufgestellte Kornähren.“                                                                                               |
| Wappen von Geestenseth | Wappenbegründung: Die Schlüssel sind dem Wappen des Bremer Domkapitels entlehnt, dem der Erzbischof Friedrich um 1120 den Zehnten in „Gestensethe“ gestiftet hat. Die sechs Kornähren erinnern daran, dass das Dorf um 1500 aus sechs Höfen bestand. |

## Kultur und Sehenswürdigkeiten

### Theater

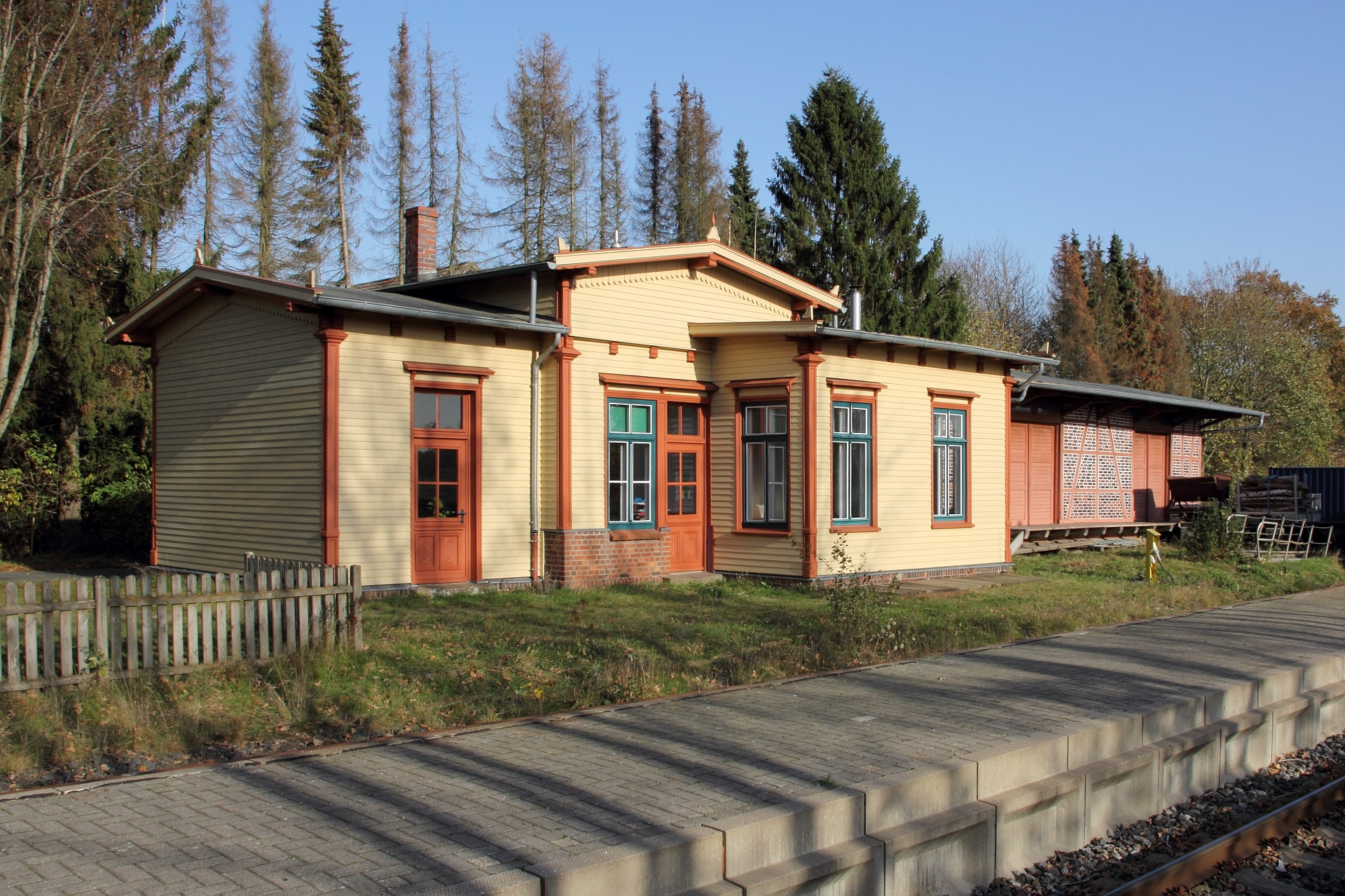
Bahnhof Geestenseth

In Geestenseth hat sich auf dem ehemaligen Bahnhofsgelände das Theaterprojekt Das letzte Kleinod eingerichtet. Es inszeniert seine Stücke nicht auf einer Bühne, sondern an Original-Schauplätzen, die zu den Inhalten gehören. Die Theatervorstellungen werden mit einem internationalen Ensemble in Deutschland, Europa und Übersee produziert. Hier steht auch der ozeanblaue Zug des Theaters, sofern das Ensemble nicht mit ihm zu Gastspielen auf Reisen ist.

### Vereine und Verbände
- Dorfjugend Geestenseth e. V.
- DRK – Ortsverein Geestenseth
- Freunde und Förderer der Grundschule Geestenseth e. V.
- Gewerbe- und Verschönerungsverein Geestenseth e. V.
- Jagdgenossenschaft Geestenseth
- Landfrauenverein Geestenseth und Umgebung
- Natur- und Umweltschutzverein Geestenseth e. V.
- Norddeutsche Landschaftspflegeschule e. V.
- Reitverein „Leichttrab“ Geestenseth und Umgebung e. V.
- Schützenverein Geestenseth e. V.
- Sozialverband Deutschland – Ortsgruppe Geestenseth
- TV Geestenseth e. V.

## Wirtschaft und Infrastruktur

### Öffentliche Einrichtungen
Öffentliche Einrichtungen des Dorfes sind der Kindergarten, die Grundschule, die Freiwillige Feuerwehr sowie ein Jugendraum. Unterschiedliche Vereinsanlagen unterstützen zudem das rege Vereinsleben.

### Verkehr
Der Ort ist über ein regelmäßig verkehrendes Anruf-Sammel-Taxi (AST) an den öffentlichen Personennahverkehr angebunden. Dieses AST verkehrt an allen Tagen der Woche (auch Schulferien). Der regelmäßige Zugverkehr der EVB ergänzt das Angebot.